# Marketing territorial
 (mai 2013).
Si vous disposez d'ouvrages ou d'articles de référence ou si vous connaissez des sites web de qualité traitant du thème abordé ici, merci de compléter l'article en donnant les références utiles à sa vérifiabilité et en les liant à la section « Notes et références ».

Le logo I Love New York utilisé par la ville pour promouvoir le tourisme à sa destination.

Le marketing territorial est une branche du marketing comprenant des outils méthodologiques, des techniques et bonnes pratiques permettant à un territoire, ou une destination géographique, de renforcer son attractivité. Il correspond à une démarche de promotion et de prospection auprès des touristes, des investisseurs ou des opérateurs.
Le marketing territorial puise ses origines dans le marketing mais aussi dans plusieurs autres disciplines comme le développement local, l'aménagement du territoire, l'économie des biens publics, etc.

## Définition
Pour Vincent Gollain : 

« le marketing territorial est l'effort collectif de valorisation et d’adaptation des territoires à des marchés concurrentiels, pour influencer, en leur faveur, le comportement des publics visés par une offre différente et attractive dont la valeur perçue est durablement supérieure à celles des concurrents. Cette approche cherche à trouver le meilleur équilibre entre le marketing de l’offre de la destination promue et le marketing de la demande fondée sur une excellente connaissance des clients. Enfin, le marketing territorial constitue une boîte à outils basée sur des méthodes, techniques, outils et analyses de pratiques menées à travers le monde. »

Pour Benoît Meyronin, Professeur à l'EM Grenoble, le marketing territorial « c'est rendre belle et désirable ma ville » (mais cela peut être aussi : mon quartier, ma région, etc.). Le marketing territorial n'est pas simplement un corpus théorique et méthodologique, il est aussi un état d'esprit, une culture qui doit irriguer l'ensemble de la collectivité territoriale - et plus globalement de l'institution.
Pour Renaud Vuignier, sur la base d'une revue de littérature de plus de 1 000 articles, le marketing territorial équivaut en anglais à la notion de "place branding" qui tend à se généraliser et à être préférée par rapport à la notion de "place marketing" (la traduction "territorial marketing" semble uniquement utilisée par des francophones). Le place branding désigne le domaine d’étude multidisciplinaire qui s’intéresse au phénomène d’adoption et de développement de marques pour les territoires comme des régions, des villes, des communautés ou des pays, la marque territoriale étant une construction symbolique basée sur l’image dont le but est d’identifier le territoire, de déclencher des associations positives et de le distinguer d’autres territoires.

## Dimension géographique
En géographie, le marketing territorial désigne "la manière dont les pouvoirs publics utilisent les techniques de la publicité et de la communication, issues du monde de l'entreprise, pour promouvoir les territoires."
Le paysage est souvent le support des campagnes de marketing territorial. Tandis que les populations ciblées ne sont pas les habitants du territoire mais les groupes d'acteurs spatiaux jugés désirables. Par conséquent, ces opérations permettent de construire et d'orienter un discours sur un territoire rêvé.
C'est pourquoi, le marketing territorial s'applique à différents niveaux géographiques : du quartier en passant par la commune ou la région, de l'espace rural à l'espace urbain. Si la démarche reste assez semblable dans tous les situations, en revanche les techniques et outils varient.
Les marketeurs territoriaux recommandent de travailler à l'échelle d'une destination, c'est-à-dire un espace géographique pertinent pour les clients, plutôt qu'au niveau d'un territoire administratif. C'est ainsi que de nouveaux noms de territoires émergent : le but étant de créer une destination donc un (nouveau) territoire ou du moins d'impulser des recompositions territoriales.

## Les acteurs du marketing territorial
Le marketing territorial est généralement initié et piloté de façon à l'échelle stratégique par des autorités publiques ou des alliances rassemblant acteurs publics, privés ou associatifs.
La mise en œuvre opérationnelle de cette activité s’appuie généralement sur des agences spécialisées pour le compte d’autorités publiques et d’acteurs privés. Il peut s'agir d'agences de développement économique, d'offices de tourisme, de commission du film, de clusters, d'aménageurs, etc.
Une Chaire "Attractivité et Nouveau Marketing" a été fondée par des collectivités territoriales engagées dans des démarches de marketing territorial. Depuis janvier 2015, la Chaire est intégrée au sein de l’Institut de Management Public et de Gouvernance Territoriale (IMPGT) dépendant de l’université Aix-Marseille.